# 三丰胡同
39°55′15″N 116°26′17″E / 39.9207088°N 116.4379205°E
三丰胡同是中国北京市朝阳区的一条胡同。

## 简介
三丰胡同位于朝阳区和朝外街道西部。胡同呈东西走向，东起朝外市场街，西到朝外头条，中间和三丰南巷、朝外二条、秀水胡同、盛管胡同相交叉，北侧和净住胡同、盛管南巷平行。胡同宽3米，长360米。该胡同原是土路，1970年代改铺沥青路面，为非机动车道和人行道。
三丰胡同成路于清朝。该胡同内原有一座清朝寺院三佛寺（寺院早已圮毁，遗址无存），遂以寺而得名“三佛寺”。1966年，取“三佛”的谐音，更名为“三丰胡同”。1990年代初，胡同两侧主要为民宅，还有北京市新华实业公司以及粮油、副食、蔬菜、日用百货店等等。
如今，三丰胡同依然存在，是朝阳区仅存的胡同之一，但已经拓宽为大街，南北两侧均为现代高层建筑。胡同路北西端有中华人民共和国司法部大楼，东端有悠唐生活广场；胡同路南西端有新金山商务大厦，东端有中保大厦。